# Computació quàntica superconductora

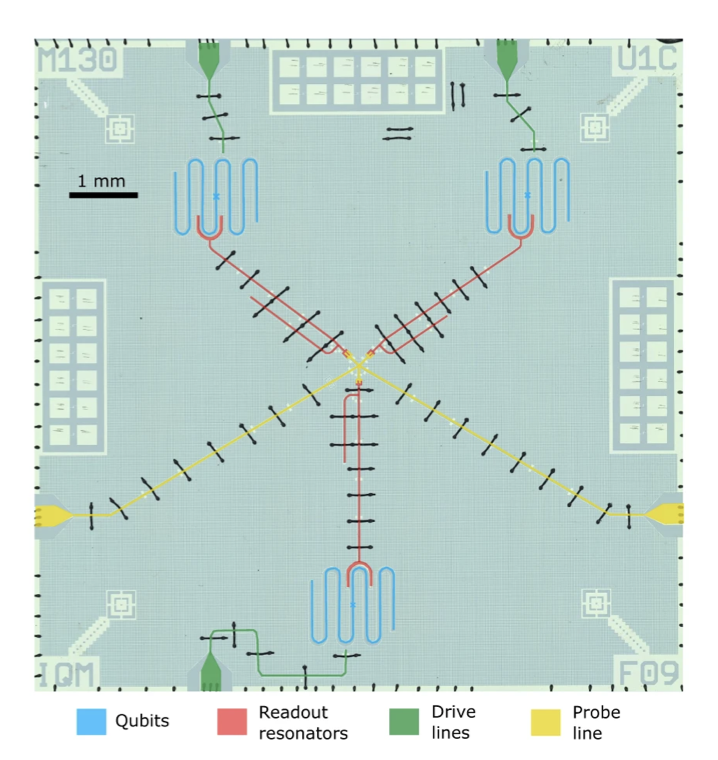
Exemple de computació quàntica superconductora: Xip de silici superconductor format per 3 unimons (blau), cadascun connectat a ressonadors (vermell), línies d'accionament (verd) i línia de sonda conjunta (groc).

La computació quàntica superconductora és una branca de la computació quàntica d'estat sòlid que implementa circuits electrònics superconductors utilitzant qubits superconductors com àtoms artificials o punts quàntics. Per als qubits superconductors, els dos estats lògics són l'estat fonamental i l'estat excitat, denotats {\displaystyle |g\rangle {\text{ i }}|e\rangle } respectivament. La investigació en computació quàntica superconductora la duen a terme empreses com Google, IBM, IMEC, BBN Technologies, Rigetti, i Intel. Molts QPU (unitats de processament quàntic o xips quàntics) desenvolupats recentment utilitzen arquitectura superconductora.
El 2016, es demostren fins a 9 qubits totalment controlables a la matriu 1D i fins a 16 a l'arquitectura 2D. L'octubre de 2019, el grup Martinis, associat amb Google, va publicar un article que demostrava una nova supremacia quàntica, utilitzant un xip compost per 53 qubits superconductors. Més de 2.000 qubits superconductors es troben en un producte comercial de D-Wave Systems. Tanmateix, aquests qubits implementen el recuit quàntic en lloc d'un model de càlcul quàntic basat en portes.
Un qubit és una generalització d'un bit (un sistema amb dos estats possibles) capaç d'ocupar una superposició quàntica d'ambdós estats. Una porta quàntica, d'altra banda, és una generalització d'una porta lògica que descriu la transformació d'un o més qubits un cop aplicada una porta donat el seu estat inicial. La implementació física de qubits i portes és un repte per la mateixa raó que els fenòmens quàntics són difícils d'observar a la vida quotidiana donada l'escala minuciosa en què es produeixen. Un enfocament per aconseguir ordinadors quàntics és implementar superconductors mitjançant els quals els efectes quàntics són observables macroscòpicament, encara que al preu de temperatures de funcionament extremadament baixes.
A diferència dels conductors típics, els superconductors tenen una temperatura crítica a la qual la resistivitat cau a gairebé zero i la conductivitat augmenta dràsticament. En els superconductors, els portadors de càrrega bàsics són parells d'electrons (coneguts com a parells de Cooper), en lloc de fermions individuals com es troben en els conductors típics. Els parells de Cooper estan lligats sense problemes i tenen un estat d'energia inferior al de Fermi Energy. Els electrons que formen parells de Cooper posseeixen impuls i espín iguals i oposats, de manera que l'espí total del parell de Cooper és un espín enter. Per tant, els parells de Cooper són bosons. Dos d'aquests superconductors que s'han utilitzat en models de qubit superconductors són el niobi i el tàntal, tots dos superconductors de banda d.
Els tres arquetips de qubit superconductors principals són el qubit de fase, càrrega i flux. Existeixen moltes hibridacions d'aquests arquetips incloent Fluxonium, transmon, Xmon, i Quantronium. Per a qualsevol implementació de qubit, els estats quàntics lògics {\displaystyle \{|0\rangle ,|1\rangle \}} es mapegen a diferents estats del sistema físic (normalment a nivells d'energia discrets o les seves superposicions quàntiques). Cadascun dels tres arquetips posseeix un rang diferent de relació entre l'energia de Josephson i l'energia de càrrega. L'energia de Josephson es refereix a l'energia emmagatzemada a les unions de Josephson quan passa el corrent, i l'energia de càrrega és l'energia necessària perquè un parell de Cooper carregui la capacitat total de la unió.